# Diocesi di Roda
La diocesi di Roda è una sede soppressa della Chiesa cattolica in Spagna. Con il titolo di Rota (in latino Rotensis) è dal 1969 una sede vescovile titolare della Chiesa cattolica.

## Tesi sull'origine della diocesi
La storiografia tradizionale ha sostenuto la tesi secondo cui la diocesi di Roda sorse nel IX secolo in seguito al trasferimento della sede dei vescovi di Lérida, in fuga dalla loro città occupata dagli Arabi, nel montagnoso nord dell'Aragona. Quando nel 1149 la città di Lérida fu liberata dalla dominazione musulmana, i vescovi fecero ritorno nella loro antica sede. Questa tesi ha trovato il suo fondamento nella bolla Spiritu Domini di papa Pasquale II indirizzata al vescovo san Ramón nel 1110, nella quale il pontefice si esprime chiaramente in questi termini: «Factum est ut episcopalis cathedra que Ylerde fuerat, in montana transiret, in oppidum videlicet quod Rota dicitur».
Più recentemente, alcuni storici hanno avanzato l'ipotesi che la tesi tradizionale sia frutto di una invenzione del re Pietro I di Aragona (1094-1104) e del vescovo Poncio (1097-1104) per giustificare da una parte l'esistenza della diocesi di Roda, contro le pretese dei vescovi di Urgell e di Huesca, che vantavano diritti sui territori di Roda; e dall'altra per giustificare l'occupazione della città di Lerida, contro le mire dei conti di Barcellona, i cui interessi politici erano in conflitto con quelli dei re d'Aragona.
Questa interpretazione dei fatti si fonda sulla constatazione che non è chiara l'origine della diocesi nel IX secolo, che la tesi tradizionale appare nei documenti coevi solo verso la fine dell'XI secolo, e che il papa si sarebbe limitato a prendere atto delle affermazioni che gli erano riferite dal re d'Aragona e dal vescovo di Roda.
La pubblicazione nel 2010 del cartulario dell'archivio della cattedrale di Roda ha portato la sua editrice, Núria Grau Quiroga, a confermare le ipotesi già avanzate nel Novecento da Antonio Ubieto Arteta e da Ramón d'Abadal i de Vinyals sulla criticità della tesi tradizionale.

## Storia
La prima menzione di un vescovo nei territori che, poco dopo, faranno parte della diocesi di Roda, risale a cavallo tra IX e X secolo con Adulfo, che le fonti indicano vescovo di Pallars. Questo vescovo aveva usurpato la sede di Urgell, durante lo scisma interno alla diocesi, che aveva portato alla fuga del legittimo vescovo Ingoberto. Il successore di questi, Nantigiso, convocò un concilio nel 911 a Fontcouverte, per disconoscere l'episcopato di Adulfo e affermare che il territorio di Pallars apparteneva alla diocesi di Urgell. Secondo lo storico Abadal, la creazione di una sede episcopale nella contea di Pallars era conseguenza della politica del conte Ramón I, che mirava a togliere alla giurisdizione ecclesiastica dei vescovi di Urgell quella parte di territorio su cui aveva già il controllo politico.
Malgrado la condanna del sinodo di Fontcouverte, Adulfo continuò ad esercitare le sue funzioni episcopali, ed è ancora documentato in occasione dell'elezione del vescovo Jordi di Vic nel 914. A lui succedette Atón, figlio del conte Ramón I, menzionato in diplomi coevi dal 939 al 947.
Nel 951, il papa Agapito II accolse le rimostranze dei vescovi di Urgell e assegnò definitivamente il territorio di Pallars alla diocesi di Urgell. Nel dicembre 957 il conte Raimundo donò ai vescovi la chiesa di San Vincenzo di Roda, che fu consacrata come cattedrale della diocesi dal metropolita Aimerico di Narbona. Nell'atto di donazione, era esplicitamente dichiarato che la chiesa doveva essere la sede della diocesi di Roda. Secondo Grau Quiroga, questa donazione mostra con evidenza «la relación que se establece entre los intereses políticos del condado y la aparición del obispado. El control de las estructuras eclesiásticas está indudablemente ligado al dominio político-social del territorio».
Alla consacrazione della cattedrale diocesana era presente il vescovo Odisendo, il primo di una serie ininterrotta di 14 vescovi, fino a metà del XII secolo. Fino al termine dell'XI secolo la titolatura dei vescovi nei documenti coevi non è univoca: all'inizio è prevalente il titolo di episcopus Ripacorcense, in riferimento alla contea aragonese di Ribagorza; con Arnulfo appare per la prima volta il titolo di episcopus Rotensis, che sarà l'unico menzionato nei documenti dei vescovi Raimundo Dalmacio e Lupo.
Anche nel corso dell'XI secolo i vescovi di Urgell continuarono a rivendicare la giurisdizione sui territori della diocesi di Roda, in particolare sulla Ribagorza. In questo contesto, per contrastare le rivendicazioni di Urgell, si formò la convinzione che Roda fosse erede di un'antica diocesi di epoca visigota, Ictosa o Yctosa, teoria menzionata in diversi documenti coevi e sanzionata dal vescovo Raimundo Dalmacio in un diploma dell'agosto 1080. Secondo Abadal, questa teoria è una pura e semplice favola, senza alcun fondamento storico.
Nella seconda metà dell'XI secolo riprese con più vigore la riconquista spagnola verso sud, a danno degli arabi. Nell'ottobre del 1100 il re Pietro I di Aragona conquistò la città di Barbastro, con l'intento di farne la sede episcopale dei vescovi di Roda. Infatti già l'anno precedente, il vescovo Poncio si era recato a Roma per chiedere al papa il trasferimento della sede a Barbastro, città che solo provvisoriamente avrebbe dovuto essere sede della diocesi di Roda, in attesa della conquista della città di Lérida, che era la sede originaria dei vescovi rodensi. È in questo contesto che nasce la teoria che la sede di Roda fosse erede dell'antica diocesi di Lérida, di epoca visigota.
Il trasferimento della sede a Barbastro fu acconsentito da papa Urbano II con la bolla Miserationibus Domini, e confermato da papa Pasquale II con la bolla Egregias quondam del 26 aprile 1100. Nella documentazione coeva i vescovi portarono il doppio titolo di vescovi di Roda e Barbastro.
Il trasferimento della sede vescovile a Barbastro suscitò le proteste dei vescovi di Jaca, che proprio nello stesso periodo avevano trasferito la loro sede a Huesca, e che rivendicavano la giurisdizione sulla città di Barbastro. Questo provocò un lungo contenzioso tra i vescovi di Huesca e quelli di Roda e Barbastro prima, e di Lérida poi, che si concluse solo nei primi anni del XIII secolo, quando Barbastro fu assegnata dal papa ai vescovi di Huesca.
Nel 1149 il vescovo Guillermo Pedro trasferì la sede della sua diocesi a Lérida, che era stata liberata dalla dominazione araba da Raimondo Berengario IV di Barcellona. Per circa un secolo i vescovi continuarono a fregiarsi del titolo di vescovi di Lérida e Roda, anche se nei documenti ufficiali della Santa Sede i titoli di Roda e di Barbastro scomparirono, malgrado il capitolo di Roda continuò a rivendicare la concattedralità della propria chiesa.
Il territorio della diocesi di Lérida, suddiviso tra Aragona e Catalogna, comprese l'intero territorio della diocesi di Roda fino ai primi anni del XIII secolo, quando, per decisione pontificia, Barbastro e il suo territorio passarono alla diocesi di Huesca. La regione orientale dell'Aragona, compresa la città di Roda, rimase unita alla sede di Lérida fino al 1995, quando fu ceduta alla diocesi di Barbastro, eretta nel 1571.

## Sede titolare
Dal 1969 Roda è annoverata tra le sedi vescovili titolari della Chiesa cattolica con il titolo di Rota; dall'8 gennaio 2015 l'arcivescovo, titolo personale, titolare, è Joël Mercier, segretario emerito della Congregazione per il clero.

## Cronotassi

### Vescovi residenti
Vescovo di Pallars
- Adulfo † (prima dell'888 circa - dopo il 914)[22]

Vescovi di Ribagorza
- Atón † (prima del 939 - dopo il 947)[23]
- Odisendo † (prima di dicembre 957 - dopo il 975)[24]
- Aimerico † (documentato dal 977 - al 1015)[25]
- Borrell † (21 novembre 1017 - dopo il 1026)[26]
- Arnulfo I † (prima del 1028/1035 - dopo novembre 1062)[18]
- Salomon † (prima di agosto 1067 - giugno 1076 deposto)[18]

Vescovi di Roda
- Raimundo Dalmacio † (prima di agosto 1076 - dopo agosto 1095)[18]
- Lupo † (menzionato a marzo 1096)[18]

Vescovi di Roda e Barbastro
- Poncio † (prima di agosto 1097 - dopo giugno 1104 deceduto)[27]
- San Ramón † (prima di marzo 1105 - dopo agosto 1126 deceduto)[18]
  - Esteban † (circa 1026-1027 (vescovo eletto)[28]
- Pedro Guillén † (prima del 1129 - luglio/agosto 1134 deceduto)[29]
  - Ramiro de Aragón † (luglio/agosto 1134 - marzo/maggio 1136 dimesso) (vescovo eletto)[30]
- Gaufredo, O.S.A. † (marzo/maggio 1136 - dopo maggio 1143 deceduto)[18]
- Guillermo Pedro † (prima di novembre 1143 - 1149 trasferito a Lérida)[31]
  - Sede trasferita a Lérida

### Vescovi titolari
- Gabriel Marie Étienne Vanel † (21 aprile 1970 - 21 giugno 1985 nominato arcivescovo di Auch)
- Guy Étienne Germain Gaucher, O.C.D. † (7 maggio 1987 - 3 luglio 2014 deceduto)
- Joël Mercier, dall'8 gennaio 2015